# Pegau
Pegau är en stad i Landkreis Leipzig i förbundslandet Sachsen i Tyskland. Staden har cirka 7 000 invånare.
Staden ingår i förvaltningsområdet Pegau tillsammans med kommunen Elstertrebnitz.